# 신의 자실리 고분군
신의 자실리 고분군은 전라남도 신안군 신의면 상태서리에 있다. 2009년 12월 16일 신안군의 향토유적 제11호로 지정되었다.

## 개요
안산성에서 북서쪽으로 1.4Km 떨어져 있으며, 자실리 고분군과는 0.7Km떨어져 있다.